# Diritti LGBT in Namibia
Le persone LGBT in Namibia non godono di alcuna tutela. La discriminazione basata sull'orientamento sessuale e l'identità di genere non è vietata nel paese. Le famiglie guidate da coppie dello stesso sesso non possono beneficiare delle stesse tutele legali disponibili per le coppie di sesso opposto.

## Diritto penale
L'omosessualità femminile è legale in Namibia. L'omosessualità maschile è stato un crimine nel paese secondo la legge coloniale romano-olandese, che fu imposta dal Sudafrica fino al 21 giugno 2024. La Namibia aveva mantenuto questa legge vigente anche dopo che la propria indipendenza avvenuta nel 1990; tuttavia, non ci furono casi in cui questa legge fosse mai stata applicata (dopo tale evento).
Nell'agosto 2016, il Comitato per i diritti umani delle Nazioni Unite ha pubblicato un rapporto a Windhoek, la capitale della Namibia, chiedendo al paese di abolire le leggi sulla sodomia. Reagendo alla chiamata del Comitato, John Walters, il Difensore civico della Namibia, il cui ufficio è incaricato di promuovere e proteggere i diritti umani, ha affermato che le persone dovrebbero essere libere di vivere le loro vite come meglio credono. Walters ha detto:
```
Penso che la vecchia legge sulla sodomia abbia raggiunto il suo scopo. Quanti procedimenti ci sono stati? Nessuno negli ultimi 20 anni. Se non perseguiamo le persone, perché abbiamo questa legge?
```

## Riconoscimento delle relazioni tra persone dello stesso sesso
Nel 2001, una donna del Namibia e la sua partner tedesca fecero causa per far riconoscere la loro relazione in modo che la partner potesse risiedere in Namibia. Nonostante abbia perso il caso, il ministro degli Interni ha accolto la richiesta l'anno seguente.

## Protezioni contro la discriminazione
La discriminazione in base all'orientamento sessuale e all'identità di genere non è vietata in Namibia.
Nell'agosto 2016, il Comitato per i diritti umani delle Nazioni Unite ha chiesto al governo di adottare una legislazione che proibisca esplicitamente la discriminazione basata sull'orientamento sessuale, inclusa la legge sul lavoro (legge n. 11 del 2007). In seguito all'appello del Comitato, il Difensore civico della Namibia, ha sostenuto che una misura che proibisca la discriminazione basata sull'orientamento sessuale deve essere inclusa nella Costituzione.

## Crimini d'odio
Le persone LGBT in Namibia sono vittime di discriminazioni, molestie e violenze. Inoltre, analogamente al vicino Sudafrica, le lesbiche sono occasionalmente vittime del cosiddetto stupro correttivo, in cui gli stupratori maschi pretendono di violentare la vittima con l'intento di "curarla" del suo orientamento sessuale.
Nell'agosto 2016, il Comitato per i diritti umani delle Nazioni Unite ha invitato la Namibia ad adottare una legislazione sui reati di odio per punire la violenza omofobica e transfobica.

## Opinione pubblica
Un sondaggio di opinione fatto da Afrobarometer del 2016 ha rilevato che il 55% dei namibiani gradirebbe o non sarebbe infastidito dall'avere un vicino omosessuale.

## Tabella riassuntiva
| Attività e relazioni sessuali legali                                | 2024                                                                                   |
| Parità dell'età di consenso                                         | 2024                                                                                   |
| Leggi anti-discriminazione sul lavoro                               | No                                                                                     |
| Leggi anti-discriminazione nella fornitura di beni e servizi        | No                                                                                     |
| Leggi anti-discriminazione in tutti gli altri settori               | No                                                                                     |
| Matrimonio egualitario                                              | dal 2023 riconoscimento del matrimonio in Namibia solo con cittadini stranieri sposati |
| Unione civile                                                       | No                                                                                     |
| Adozione                                                            | No                                                                                     |
| Autorizzazione a prestare servizio nelle forze armate               | No                                                                                     |
| Diritto di cambiare legalmente sesso                                | No                                                                                     |
| Surrogazione di maternità                                           | No                                                                                     |
| Permesso alle donne lesbiche di accedere alla fecondazione in vitro | No                                                                                     |
| Permessa la donazione di sangue per le persone omosessuali          | No                                                                                     |